# Championnats d'Asie de BMX 2023
Navigation
Édition précédente Édition suivante
Les championnats d'Asie de BMX 2023 ont lieu le 16 juillet 2023 à Tagaytay aux Philippines.

## Podiums
| Épreuves               | Or                          | Argent             | Bronze               |
| ---------------------- | --------------------------- | ------------------ | -------------------- |
| Épreuves masculines    |                             |                    |                      |
| Élites hommes          | Komet Sukprasert            | Rio Akbar          | Fasya Ahsana Rifki   |
| Moins de 23 ans hommes | Aditya Fajar Putu Soekarno  | Yoshimasa Shoji    | Apisit Jaiyoo        |
| Juniors hommes         | Hyoga Kiuchi                | Jeon Woo-seong     | Yuwa Sakamoto        |
| Épreuves féminines     |                             |                    |                      |
| Élites femmes          | Sae Hatakeyama              | Liao Wanyi         | Kanami Tanno         |
| Moins de 23 ans femmes | Neneka Nishimura            | Khemika Srisopha   | Hathaipech Jaisawang |
| Juniors femmes         | Shifa Maulidina Qotrun Nada | Kanokrat Ritthidet | Thitichaya Kaodee    |